# Marokkanisches Tamazight
Marokkanisches Tamazight (Eigenbezeichnung ⵜⴰⵎⴰⵣⵉⵖⵜ Tamaziɣt, arabisch الأمازيغية المغربية) ist eine standardisierte Berbersprache in Marokko.

## Geschichte
In den ersten Jahrzehnten nach der Unabhängigkeit Marokkos 1956 galt die Doktrin, der Staat brauche eine arabische Nationalsprache, um zur arabischen Staatengemeinschaft zu gehören. Mit einer gewissen Demokratisierung Mitte der 1980er Jahre begann sich die offizielle Einstellung gegenüber der bislang marginalisierten Sprache Tamazight zu ändern. Eine institutionalisierte Förderung des Tamazight konnte jedoch erst nach einer Rede von König Hassan II. im August 1994 beginnen, in der er den Unterricht von Tamazight als für alle Marokkaner verpflichtend erklärte. Bis dahin empfanden viele Berber die Haltung des Staates gegenüber ihrer Sprache als arabischen Nationalismus. Entsprechend äußerte sich Kateb Yacine (1929–1989), ein algerischer Schriftsteller, der wegen der Sprachenpolitik eine arabisch-islamische Verachtung, Übermacht und Unterdrückung beklagte. Yacine schrieb zwar als Autor auf Französisch, empfand sich selbst aber kulturell den Tamazight-Sprechern zugehörig, die von der Sprachpolitik der Regierungen im Maghreb als Minderheit isoliert würden.
Tamazight wurde früher meist in arabischer Schrift geschrieben, seit Anfang des 20. Jahrhunderts auch in modifizierter lateinischer Schrift oder seit den 1990er Jahren immer öfter in einer modernen Version der Tifinagh-Schrift. In Marokko, wo seit 2001 das Institut für Tamazight-Kultur besteht, wird es seit 2004 an Grundschulen gelehrt, obwohl noch bei weitem nicht alle Schulen des Landes dieses Fach anbieten; die Lehrbücher sind in modernem Tifinagh geschrieben. Seit der Verfassungsreform vom Juli 2011 hat Tamazight, neben dem Arabischen, den Status einer offiziellen Sprache in Marokko und wird seit 2019 auch in zunehmendem Maß in den Medien, Schulen und der staatlichen Verwaltung eingeführt.